# موسیقی آرژانتین

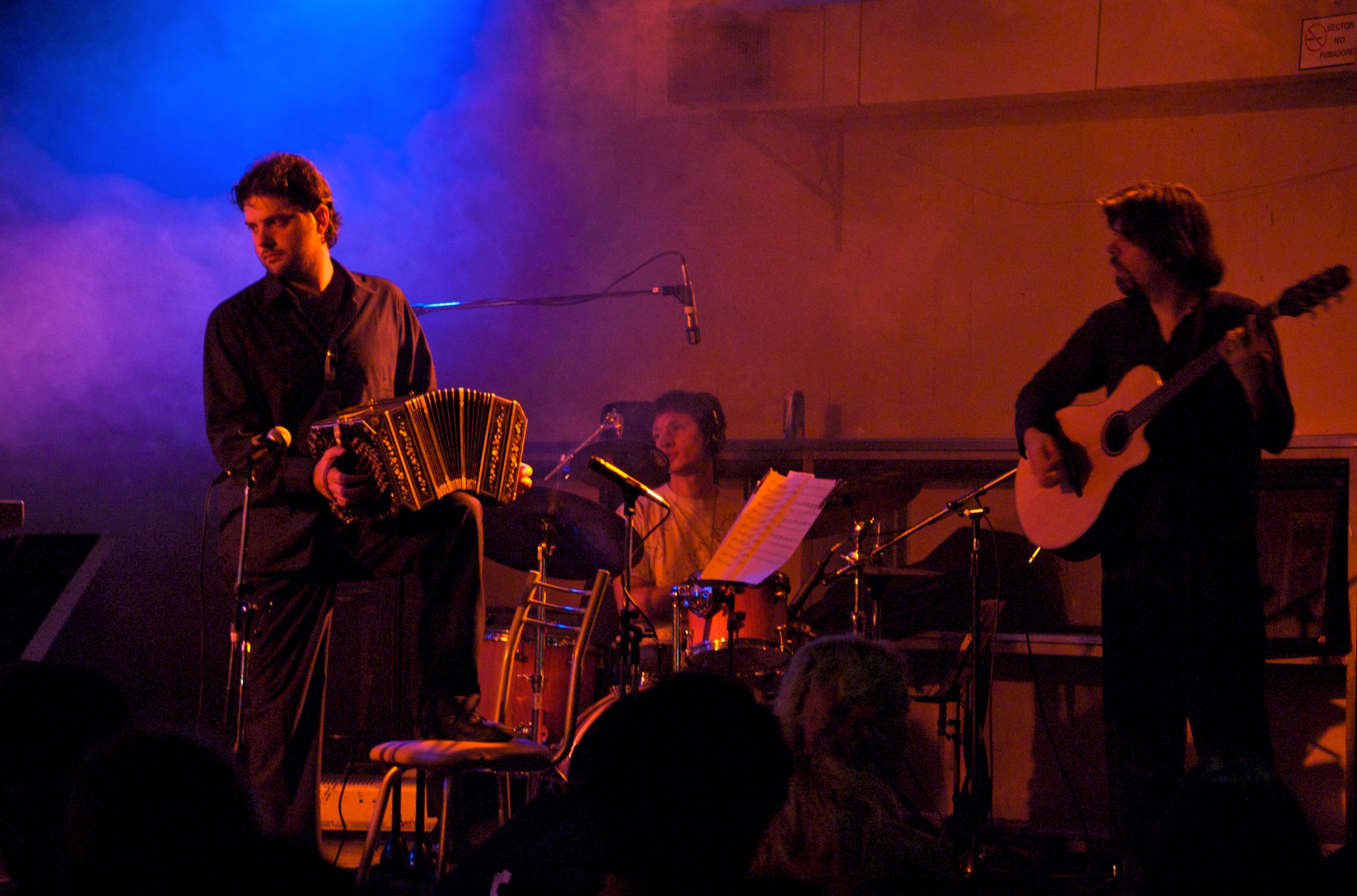

سبک‌های جدید موسیقی عامه در آرژانتین عبارت‌اند: فولکلور (موسیقی فالک)، تانگو، راک، موسیقی حاره  (کومبیا)،و رقص-الکترونیکا.

## تانگو

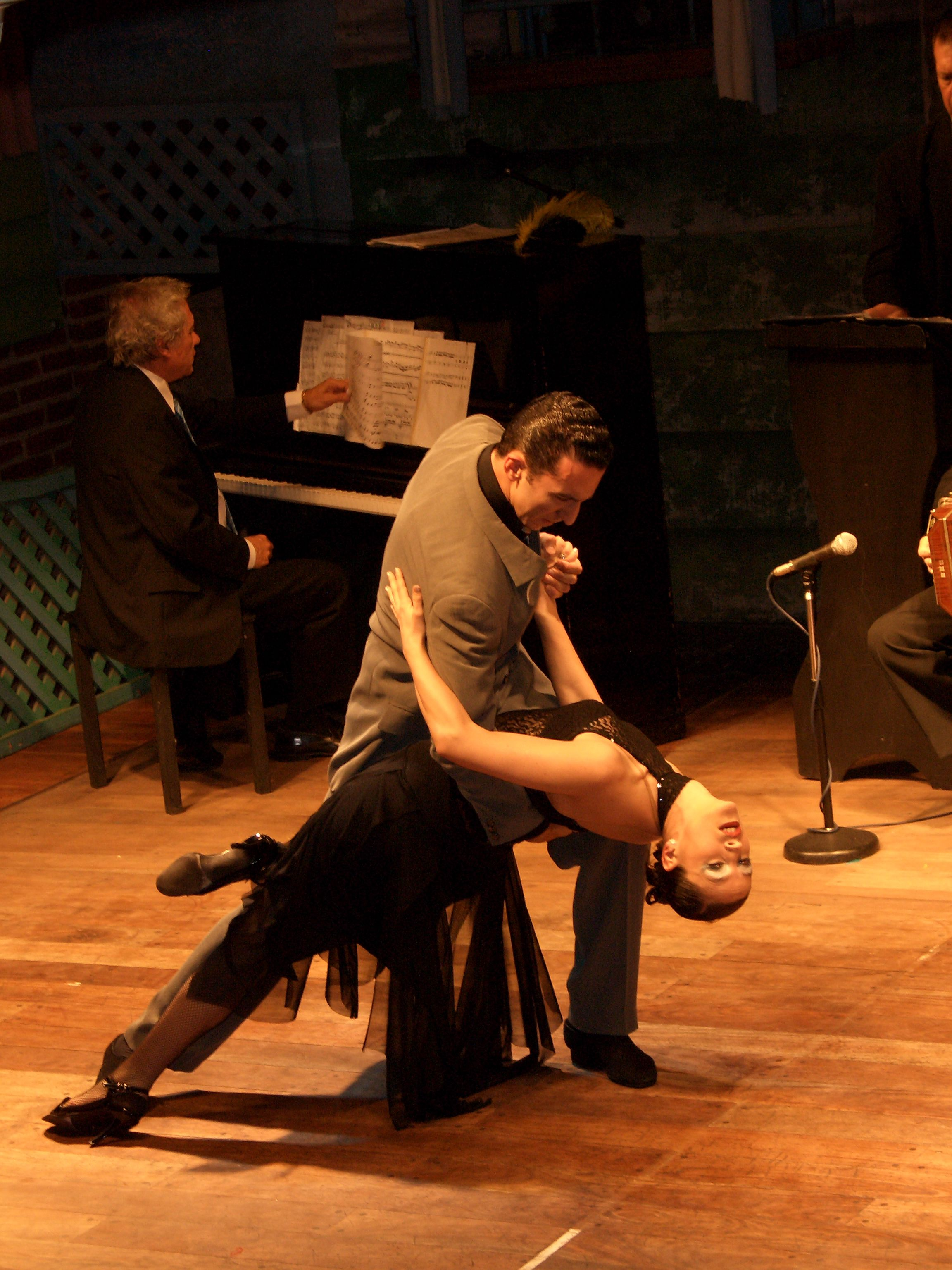
موسیقی و رقص تانگو

تانگو موسیقی و ترانه‌های بزمی (اغلب ترانه‌ها به شکل عامیانه خوانده می‌شود که لونفاردو نامیده می‌شود)، نماد موسیقیِ آرژانتین است. رقص میلونگا یک نمونه باسابقه است، که به آرمی به «تانگو» مدرن تکامل پیدا نموده‌ است. «تانگو» در دهه ۱۹۳۰، از یک رقص تمرکز یافته در موسیقی به یک نوع رقص همراه با ترانه بزمی و شعر تغییر یافته‌است، و با خوانندگانی همچون کارلوس گاردل، روبرتو گوینچه، هوگو دل کاریل، تیتا مرلو، و ادموندو ریورو. دوره طلایی «تانگو» (۱۹۳۰ تا اواسط دهه ۱۹۵۰) بازتابی از موسیقی‌های جاز و سوئینگ در ایالات متحده بوده، ضمن آن که دارای مشخصات گروه‌های ارکستری نیز بوده، همچون باندهای اسوالدو پوگلیس، آنیبال ترویلو، فرانچسکو کانارو، و خوآن دی ارینزو. پس از سال ۱۹۵۵ «تانگو» با رهبری آستور پیازولا بیشتر به شکل روشنفکرانه و مستمع‌مدار تبدیل شد. امروزه تانگو دارای شهرت جهانی است، و پیشرفت آن موسیقی تانگو# نئو- تانگو| «نئو- تانگو» یک پدیده جهانی به همراه گروه‌هایی نظیز تانگتو، باشگاه باجوفوندو تانگو| باجوفوندو و پروژه گوتان می‌باشد.

## راک
موسیقی راک آرژانتینی رایج ترین موسیقی در میان جوانان است. می‌توان گفت که پرشنونده‌ترین زبان موسیقی راک – اسپانیولی، و نفوذ و توفیق بین‌المللی آن مدیون یک تکامل غنی و بی‌وقفه می‌باشد. باندهایی همچون سودا استریو یا (باند) سومو| سومو، تدوینگرانی همچون چجارلی گارسیا، لوئیز آلبرتو اسپینتا، و فیتو پائز، مهدهای موسیقی بوده‌اند و تا سال ۱۹۷۰ میلادی راک آرژانتینی در میان جوانان طبقه متوسط نهادینه شده بود (نگاه به آلمندرا، سوئی جنریس، پاپو، کروکیس). در دهه ۱۹۸۰ میلادی سرو جیران روی این شکاف پلی زد، زمانی که باندهای آرژانتینی در میان کشورهای آمریکای لاتین و در جاهای دیگر باندهایی همچون انانیتوس وردز، فابولوسس کادیلاکز، (باند آرژانتینی) ویروس، آندرس کالامارو.
نمونه زیرمجموعه‌های دیگری از این سبک ها وجود دارند که: زیرزمینی، پاپ محوربوده و برخی نیز همچون (لارنجا، آتاکو۷۷، دیویدیدوس، پاتریشیا ری و ردوندیتوس دریکوتا| لوس ردوندیتوس) به طبقه کارگر مربوط می‌شوند. باندهای فعلی عامه عبارت‌اند از: بابسونیکوز، راتا بلانکا، ال اوترو یو، آتاکو۷۷، برسوئیت، لوس پیوجوس، اینتوکسیکادوس، و می‌راندا!

## موسیقی حاره
موسیقی "حاره"، ترکیبی از کومبیا، فالک محلی، و سبکهای کارائیبی است، که به وسیله مهاجران آمریکای جنوبی در بوینس آیرس ساخته شده‌است. این در کنار کوارتتو استان کوردوبا، آرژانتین در جایی است که هنرپیشه لامونا جیمنز شهرت فراوانی دارد، و چامامه (کورینتس) موجب ارتقاء موسیقی کومبیا ویلرا شد. سبک ترجیحی موسیقی در در ویلا میزرا (حلبی آبادها)، ترانه‌های بزمی آن می‌تواند موازی با نمونه‌های آمریکایی گَنگستا رپ، (فقر، مواد مخدر و جنایت) باشد. کومبیا ویلرا به‌طور فزاینده‌ای میان طبقه متوسط مورد قبول واقع شد، به ویژه باندهایی که با اسطورههای فوتبال (انگلیسی)| فوتبال ارتباط برقرار می‌کردند (باندهای مشهور: "یربا براوا، پیبس کروس)، داماس گراتیس Damas Gratis, Nestor en Bloque) و به سادگی قابل شناسایی می‌باشند همچون "رودریگو"، که یک ستاره بارز کوآرتتو تا زمان مرگش در سال ۲۰۰۰ بود.

## الکترونیکا
بوینس آیرس دارای صحنه‌های تکنو و الکترونیکا در آمریکای لاتین است؛ که میزبان مناسبت‌های متعددی همچون کنسرت‌های محلی، همایش موسیقی آمریکای جنوبی، و کرمفیلدز (که بیشتر رکورد جهانی ۶۵هزار نفر بیننده را داشته‌است). تورهای اروپایی مربوط به موسیقی اجرای برنامه| دی جی‌ها در بوینس آیرس برای اجرا در باشگاه‌ها یا جشنواره‌ها حاضر می‌شوند. این شهر یک شکل موسیقی خانگی مخصوص به خود دارد، و مأوایی برای بسیاری از گروه‌های موفق الکترونیک تانگو می‌باشد. معروفترین مجریان (دی جی) برنامه این موسیقی‌ها عبارت‌اند از هرنان کاتانیو و دی جی جرو. ماردل پلاتا و باریلوچه رقص‌های دیگر و شهرهای باشگاه محور این رقص‌ها می‌باشند.

## موسیقی کلاسیک
موسیقی کلاسیک اروپا به خوبی در آرژانتین ظاهر شده‌است. بوینس آیرس موطنی است برای تئاتر کولیون که شهرت جهانی دارد. موسیقی دانان کلاسیک همچون مارتا آگریچ، لالو شیفرین، دانیل بارنبویم، ادواردو آلونسو کرسپو، تدوینگران کلاسیک مانند آلبرتو خیناسته‌را شهرت جهانی دارند. تمام شهرهای اصلی آرژانتین دارای سالنهای عمده تئاتر و اوپرا و ارکسترهای استانی یا شهری هستند.

## موسیقی عامه
موسیقی عامه (فالک) آرژانتین به‌طور استثنایی گسترش یافته‌است. بیش از یک دوجین رقص‌های محلی، و یک سبک ملی عامه در دهه ۱۹۳۰ به وجود آمد. آرژانتین در دوره پرون به‌طور گسترده خبر ترانه ها| نووا کانسیون پخش می‌شد، به همین دلیل هنرمندان می‌کوشیدند مخالفتهای خود را نسبت به موضوعات سیاسی از طریق موسیقی ابراز کنند. آتاهوالپا یوپانکوئ، بزرگ‌ترین موسیقیدان سبک فالک آرژانتین، و مرسدس سوسا شخصیتهایی بودند که نووا کانسیون را تعریف می‌کردند، و در این فرایند شهرت جهانگستر یافتند. از این سبک در کشور شیلی با استقبال فراوانی مواجه شد و در دهه ۱۹۷۰ به موفقیت دست یافت و به نفوذ خود بر کل موسیقی کشورهای آمریکای لاتین ادامه داد.
امروزه، چانگو اسپاسیوک و سولداد پاستوروتی سبک فالک را به نسلهای جوان‌تر خود بازگردانده اند. موسیقی «فالک- راک» لئون جیکو پلی بین وسیقی آرژانتین| فولکلر آرژانتین و راک آرژانتین زده و هردو سبک را در سفرهای متوالی خود به میلیونها نفر در خارج از کشور آرژانتین عرضه کرده‌است.
موسیقیدانان برجسته دیگر عبارت‌اند از گاتو باربیری با تصنیفات آرامبخش ساکسوفون و جاز آزاد خود، و جائیم تورس و موسیقی آندی جذاب وی.